# Бузинный, Александр Тихонович
Александр Тихонович Бузинный (укр. Олександр Тихонович Бузинний, 9 октября 1889, Топоры — после 1930) — украинский литературовед, архивист, педагог.
Родился в селе Топоры. В 1914 году окончил историко-филологический факультет (отделение словесности) Нежинского историко-филологического института имени князя А. Безбородко. В 1914—1918 годах работал в Богодуховской мужской гимназии на Харьковщине учителем русского, латинского и греческого языков. В 1919—1924 годах читал лекции в Полтавском педагогическом институте (с 1921 года — Полтавский институт народного образования) по курсу классических языков, некоторое время заведовал библиотекой и возглавлял словесно-исторический отдел. В 1920—1921 годах был лектором педагогической школы имени Гринченко и возглавлял педагогический совет Полтавы. С декабря 1925 года — ответственный секретарь издательской комиссии Полтавского института народного образования, с мая 1927 года — заведующий окружными курсами по переподготовке учителей. С 1926 года — профессор 2-й категории. В 1924—1927 годах заведовал кабинетом обществоведения, исполнял обязанности декана факультета соцвоспитания и ректора Полтавского ИНО. Член научно-исследовательской кафедры истории украинской культуры в Харькове. Член Полтавского научного общества при ВУАН. С 1922 года — член коллегии Полтавского губернского архивного управления. С 1923 года — заведующий разборным отделом Полтавского губернского архива.
Уделял значительное внимание разработке теории и методическим вопросам архивного дела, использованию документов. Активно занимался сохранением, систематизацией и изучением документальных материалов Полтавского губернского архива. Выявил и подготовил к печати рукопись Г. С. Сковороды «Асхани».
Арестован 18 сентября 1929 года по делу «Союза освобождения Украины» и осуждён 2 февраля 1930 года на 5 лет лишения свободы за контрреволюционную деятельность среди студентов. Выслан на Соловки. Дальнейшая судьба неизвестна.

## Сочинения
- Програма для збирання етнографічних матеріалів по Богодухівському повіту. Богодухів, 1917.
- Потебня й нова вкраїнська школа (з приводу книжки О. Дорошкевича «Українська література в школі»). Державне видавництво: Новими стежками, 1922. № 2—3. С.69—70.
- Практичний підручник справочинства української мови. Х., 1924 (в соавторстве).
- Новознайдені листи Сковороди. «Червоний шлях», 1924, № 3.
- Спроба Долтон-плану в Полтавському ІНО. «Шлях освіти», 1926, № 3(47).
- Найголовніші граматичні і стилістичні особливості української мови для студентів першого курсу. Полтава, 1926.
- Історія одного грамотного простолюдина // Записки Полтавського ІНО за 1925/1926. Полтава, 1926.
- Новий рукопис Шевченкової «Хустини» (Червоний шлях. 1927. Кн. 3).
- До історії театру в Полтаві. Викуп із неволі М. С. Щепкіна // Записки Полтавського ІНО за 1926/27. № 4. Полтава, 1927. С. 43—56.
- Рукопис «Асхані» Г. С. Сковороди в Полтавському краєвому історичному архіві // Записки Полтавського ІНО за 1926/27. № 4. Полтава, 1927.

Доклады на заседаниях Полтавского научного общества при ВУАН:
- Рилєєв та українська визвольна ідея (1922).
- Новий список книги «Асхань» (1922).
- «Хустина» з архіва б. Скаржинського в Лубнях (1924).
- Трагедія письменника з народу (3 матеріалів Полтавського окружного суду; 1926).
- До історії Полтавського театру. Викуп М. С. Щепкіна (1926).
- М. Максимович як словесник (1927).